# رامارا (أونتاريو)
رامارا، أونتاريو (بالإنجليزية: Ramara)‏ هي مدينة كندية تقع في مقاطعة أونتاريو. تبلغ مساحة هذه المدينة 417.2506 (كم²)، ويبلغ عدد سكانها 9427 نسمة حسب إحصاء سنة 2006 م، بينما كان يسكنها 8615 نسمة في سنة 2001 م. تحتل هذه المدينة المرتبة رقم 408 بين مدن كندا حسب عدد السكان والمرتبة رقم 152 في المقاطعة. نما عدد السكان في هذه المدينة بنسبة (9.4) بين العامين المذكورين.

## أعلام
- دونكان غراهام
- جون دونكان ماكفي

## وصلات خارجية
- الأطلس الحكومي لكندا
- إحصاءات كندا مع ساعة تعداد السكان